# Beekschaatsenrijder
De beekschaatsenrijder (Aquarius najas) is een wants uit de familie van de Gerridae (Schaatsenrijders). De soort werd het eerst wetenschappelijk beschreven door Charles De Geer in 1773.

## Uiterlijk
De tamelijk grote slanke, olijfachtig zwarte schaatsenrijder is ongevleugeld (apteer) soms langvleugelig (macropteer) en kan 14 tot 17 mm lang worden. Het halsschild heeft aan de voorkant in het midden een lichte streep. In tegenstelling tot andere schaatsenrijders heeft de soort geen gele lijn langs de zijkant van het halsschild. Het einde van de zijkant van het zevende achterlijfsegment vormt een stekel die niet het eind van het achterlichaam bereikt. De pootjes zijn zwart, net als de antennes. De antenne is korter dan de helft van de lichaamslengte en het tweede en derde segment zijn samen korter dan het eerste segment. De soort kan verward worden met de grote schaatsenrijder (Aquarius paludum), die heeft echter vaak wel een gele lijn langs de zijkant van het halsschild en de stekel van het zevende achterlijfsegment bereikt hier wel het einde van het achterlijf, of steekt er overheen. De soort lijkt lijkt ook enigszins op de zwervende schaatsenrijder (Limnoporus rufoscutellatus), die is echter altijd langvleugelig en olijfbruin met rossige pootjes en bovendien zijn de antennes enigszins behaard en langer dan de helft van de lichaamslengte.

## Leefwijze
De soort overwintert als volgroeid dier en kent één enkele generatie per jaar. De volwassen wantsen worden van maart tot oktober gezien bij voorkeur op natuurlijk meanderende beken. De wantsen sterven vrij snel nadat de eitjes zijn afgezet zodat er in de zomer vooral nimfen worden gezien.

## Leefgebied
De soort is in Nederland zeldzaam. Hun aantal loopt achteruit door vervuiling. Het verspreidingsgebied strekt zich uit van Europa tot Noord-Afrika.